# ماه قمری

پویانمایی ماه آن‌طور که از نیمکره شمالی دیده می‌شود، در فازهای خود می‌چرخد. لرزش ظاهری ماه به عنوان رخ‌گردی شناخته می‌شود.

در گاه‌شماری قمری، ماه قمری زمان بین دو سیزیجی متوالی از یک نوع است: ماه نو یا ماه کامل (بدر). تعریف دقیق ماه قمری به ویژه برای ابتدای ماه متفاوت است.
در انگلیسی کامن لا، «ماه قمری» به‌طور سنتی دقیقاً به معنای ۲۸ روز یا چهار هفته بود، بنابراین یک قرارداد ۱۲ ماهه دقیقاً برابر با ۴۸ هفته بود. در بریتانیا، ماه قمری به‌طور رسمی با ماه تقویمی برای اسناد و سایر قراردادهای کتبی توسط بخش ۶۱ (الف) قانون مالکیت ۱۹۲۵ و برای قوانین پس از سال ۱۸۵۰ توسط قانون تفسیری ۱۹۷۸ جایگزین شد.

## انواع
ماه قمری انواع مختلفی دارد. اصطلاح ماه قمری معمولاً به ماه هلالی گفته می‌شود، زیرا چرخه گام‌های مرئی ماه است. بیشتر انواع ماه‌های قمری زیر، به جز تمایز بین ماه‌های دریایی و اعتدالی، برای اولین بار در نجوم قمری بابلی شناسایی شدند.

### ماه هلالی
ماه هلالی (Synodic month) فاصلهٔ زمانی متوسط دو مقارنهٔ ماه با خورشید است. به عبارت دیگر، ماه هلالی، دوره متوسط چرخش ماه نسبت به خطی است که به خورشید و زمین می‌پیوندد: ۲۹ روز (زمینی) و ۱۲ ساعت و ۴۴ دقیقه و ۲٫۹ ثانیه. این دوره گام‌های ماه است، زیرا ظاهر ماه بستگی به موقعیت ماه نسبت به خورشید دارد که از زمین دیده می‌شود. به دلیل قفل کشندی، همیشه همان نیم‌کره ثابت ماه رو به زمین است و در نتیجه طول یک روز قمری (طلوع تا طلوع خورشید در ماه) برابر با زمانی است که طول می‌کشد تا ماه یک دور به دور زمین بچرخد.

### ماه نجومی
دوره تناوب مدار ماه که با توجه به کره آسمان ستاره‌های ظاهراً ثابت توسط سامانه بین‌المللی مرجع آسمانی (ICRF) تعریف شده‌است، به عنوان ماه نجومی (Sidereal month) شناخته می‌شود، زیرا زمان بازگشت ماه به موقعیت مشابه در میان ستارگان است: ۲۷٫۳۲۱۶۶۱ روز (۲۷ روز و ۷ ساعت و ۴۳ دقیقه و ۱۱٫۶ ثانیه). به بیان دیگر، ماه نجومی، دورهٔ متوسط گردش ماه به دور زمین نسبت به ستاره‌های دوردست است. این نوع ماه در میان فرهنگ‌های خاورمیانه، هند و چین به صورت زیر مشاهده شده‌است: آن‌ها آسمان را به ۲۷ یا ۲۸ منزل قمری تقسیم کردند، یک منزل برای هر روز از ماه که توسط ستاره (های) برجسته در آن‌ها شناسایی می‌شود.

### ماه اعتدالی
ماه اعتدالی (Tropical month) همانند سال اعتدالی بر اساس مقدار زمان بین چرخش‌های درک شده خورشید به دور زمین است. ماه اعتدالی میانگین زمان بین اعتدال‌های مربوط است. همچنین ماه اعتدالی میانگین زمان بین لحظات متوالی عبور ماه از نیمکره آسمانی جنوبی به شمال (یا بالعکس) یا عبور متوالی از یک بعد معین یا طول جغرافیایی دائرةالبروجی است. کره ماه یک بار در ماه اعتدالی در قطب شمال و به همین ترتیب نیز در قطب جنوب طلوع می‌کند.

### ماه انحرافی
مدار ماه به جای دایره، به یک بیضی شباهت دارد. با این حال، جهت (و همچنین شکل) این مدار ثابت نیست. به ویژه، موقعیت نقاط انتهایی (خط اوج و حضیض): نقطه‌های اوج و حضیض در حدود ۳٬۲۳۳ روز (۸٫۸۵ سال) یک بار می‌چرخد. بازگشت ماه به همان نقطه اوج بیشتر طول می‌کشد زیرا در طول یک گردش انتقالی به جلو حرکت کرده‌است. این دوره طولانی‌تر، ماه انحرافی (Anomalistic month) نامیده می‌شود و میانگین طول آن ۲۷٫۵۵۴۵۵۱ روز (۲۷ روز و ۱۳ ساعت و ۱۸ دقیقه و ۳۳٫۲ ثانیه) است. قطر زاویه‌ای ماه با دوره تناوب آن تغییر می‌کند، بنابراین این نوع برای پیش‌بینی گرفت‌ها ارتباط دارد، که وسعت، مدت و ظاهر آن (اعم از کل یا حلقوی) به قطر ظاهری دقیق ماه بستگی دارد (مقاله ساروس را ببینید).

### ماه گرهی
ماه گرهی به فاصلهٔ زمانی بین دو گذر متوالی ماه از گره‌های مداری خود و محل تقاطع مدار آن با دایره‌البروج گفته می‌شود که برابر با ۲۷/۲۱۲۲۲۱ روز است. خورشیدگرفتگی یا ماه گرفتگی تنها زمانی امکان‌پذیر است که ماه در یا نزدیک هر یک از دو نقطه ای باشد که مدار آن از صفحه دایرةالبروج عبور می‌کند؛ به عنوان مثال، ماه در یا نزدیک هر یک از گره‌های مداری خود است.
مدار ماه در صفحه ای قرار دارد که نسبت به صفحه دایرةالبروج در حدود ۵٫۱۴ درجه انحراف مداری دارد. خط تقاطع این صفحات از دو نقطه‌ای می‌گذرد که مدار ماه از صفحه دایرةالبروج عبور می‌کند: گره صعودی، جایی که ماه وارد نیمکره شمالی آسمان می‌شود و گره نزولی، جایی که ماه به سمت نیمکره جنوبی آسمان حرکت می‌کند.

## طول چرخه‌ها
صرف‌نظر از فرهنگ، تمام ماه‌های تقویم قمری تقریباً طول متوسط ماه هلالی است، متوسط دوره‌ای که طول می‌کشد تا ماه در فازهای خود (ماه نو، تربیع اول، بدر، تربیع آخر) بچرخد و دوباره بازگردد، ۲۹–۳۰ روز است. ماه هر ۲۷٫۳ روز یک دور به دور زمین می‌چرخد (ماه هلالی)، ولی به دلیل حرکت انتقالی زمین به دور خورشید، ماه تا زمانی که به نقطه‌ای در مدار خود نرسد که خورشید نیز در همان موقعیت نسبی قرار دارد، یک چرخه هلالی را به پایان نمی‌رساند.
این جدول میانگین طول پنج نوع ماه قمری اخترشناسی را فهرست می‌کند. این اعداد ثابت نیستند، بنابراین یک تقریب مرتبه اول (خطی) تغییرات سده‌ای ارائه شده‌است.
این اعداد برای مبدأ J2000.0 (ساعت ۱۲:۰۰ روز ۱ ژانویه ۲۰۰۰ TT) معتبر هستند:
| نوع ماه | طول به روز                     |
| ------- | ------------------------------ |
| گرهی    | ۲۷٫۲۱۲۲۲۰۸۱۵ + ۰٫۰۰۰۰۰۰۴۱۴ × T |
| اعتدالی | ۲۷٫۳۲۱۵۸۲۲۵۲ + ۰٫۰۰۰۰۰۰۱۸۲ × T |
| نجومی   | ۲۷٫۳۲۱۶۶۱۵۵۴ + ۰٫۰۰۰۰۰۰۲۱۷ × T |
| انحرافی | ۲۷٫۵۵۴۵۴۹۸۸۶ − ۰٫۰۰۰۰۰۱۰۰۷ × T |
| هلالی   | ۲۹٫۵۳۰۵۸۸۸۶۱ + ۰٫۰۰۰۰۰۰۲۵۲ × T |

توجه: در این جدول زمان بر حسب زمان Ephemeris (به‌طور دقیق‌تر: زمان زمینی) با روز ۸۶٬۴۰۰ ثانیه‌ای در دستگاه بین‌المللی یکاها بیان شده‌است. T نشان‌دهنده سده‌ها از مبدأ (۲۰۰۰) است که در سده‌های ژولینی برابر با ۳۶٬۵۲۵ روز تعریف شده‌است.